# 中魔的人們

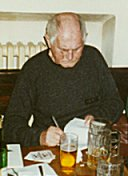
Bohumil Hrabal, 1994

《中魔的人們》是一本充滿誇張、戲謔、怪誕和幻想的短篇小說集，由被稱為最有捷克味道的捷克作家博胡米爾·赫拉巴爾所寫，於1964年出版，但當中部分故事早於60年代已寫好，只因當時捷克的嚴格出版檢查，才致未能成書，中譯本由楊樂雲及萬世榮所譯、台灣大塊文化出版。
原書名捷克語Pábitelé是由博胡米爾·赫拉巴爾自創的一個捷克新詞，解作一種在他的小說中出現的特殊人物。

## 短篇小說
全書改收錄了11個短篇小說：
- 《中魔的人們》
- 《鑽石孔眼》
- 《浪漫曲》
- 《阿爾卡米》
- 《葬禮》
- 《頭戴山茶花的夫人》
- 《快餐店世界》
- 《電離子滲入療法》
- 《你想看看金色布拉格嗎》
- 《公證人生先》
- 《一九四七年布拉格的兒童》